# 's-Gravelandsepolder ('s-Graveland)
De  's-Gravelandsepolder of Polder 's-Graveland is een poldergebied in de provincie Noord-Holland. Het vormt een deel van de westgrens van de streek Het Gooi en ligt op het overgangsgebied van de Gooise zandgronden en het Hollands/Utrechts laagveengebied. De polder wordt omringd door Hilversum, Loosdrecht, Kortenhoef, Ankeveen en Bussum. Het gebied is onderdeel van Hoogheemraadschap Amstel, Gooi en Vecht.
In 1634 werden tijdens een loting de kavels van de 's-Gravelandsepolder verdeeld. Diverse landgoederen, waaronder Schaep en Burgh, Boekesteyn, Jagtlust, Gooilust en Trompenburgh liggen in het poldergebied.